# Alim (vescovo di Sabiona)
Alim (... – 800) è stato un vescovo italiano di Sabiona.
Nel 798, durante il suo episcopato la diocesi di Sabiona, per volontà di Carlo Magno, fu separata dalla provincia ecclesiastica di Aquileia  e subordinata all'arcidiocesi bavarese di Salisburgo.

## Biografia
La sua ascendenza non è nota e non è possibile trarre conclusioni certe in proposito, tuttavia l'ipotesi più accreditata è che fosse di origine celtico-anglosassone.
In merito alla cronologia del suo mandato va osservato che in un documento della fine dell'VIII secolo Alim compare come primo testimone, precedendo i vescovi Arbeo di Frisinga e Virgilio di Salisburgo. Dato che i vescovi venivano solitamente elencati seguendo l'ordine cronologico delle rispettive consacrazioni episcopali, si può dedurre che la sua consacrazione sia antecedente al 15 giugno 749, data in cui fui consacrato Virgilio. È possibile che Alim fosse presente come mediatore durante l'ambasciata che la regina Bertrada condusse presso la corte longobarda nel 770, quando vennero negoziati i matrimoni tra i suoi figli e le figlie del re Desiderio.
Probabilmente stante la prossimità geografica della sua diocesi con il Ducato dei Bavari, Alim ebbe legami stretti con Tassilone III. Infatti, il vescovo di Sabiona compare più volte come testimone in alcuni documenti redatti per volontà del duca bavaro a partire dal 769. In virtù di tale legame nel 781 il duca Tassilone III, sua moglie Liutberga e suo figlio Teodone III chiesero ad Alim e all'abate Attone di Schlehdorf di recarsi a Roma, scortati dai conti bavari Megilone e Machelmo, per chiedere a papa Adriano I di far da mediatore nel nascente conflitto tra il duca bavaro e Carlo Magno. Tuttavia, l'ambasciata si concluse in un nulla di fatto.
Con una lettera datata all'aprile 798, papa Leone III affermò che Carlo Magno aveva elevato ad arcivescovo di Salisburgo Arno e che aveva incluso all'interno della nuova provincia ecclesiastica tutte le precedenti diocesi bavaresi, nonché la diocesi di Sabiona. Questa scelta era coerente con il programma di Carlo Magno di assegnare i principali accessi al Regno d'Italia a istituzioni ecclesiastiche transalpine o di origine transalpina, come i monasteri di San Martino di Tours, di Saint-Denis di Parigi e l’abbazia della Novalesa. Nella suddetta lettera Alim viene nominato per primo, confermando ancora l'antecedenza della sua consacrazione episcopale rispetto ai suoi colleghi. Alim presenziò anche al primo sinodo della neonata provincia ecclesiastica, tenutosi a Reisbach nel 799. L'ultima attestazione di Alim è una menzione in una lettera dell'800 che Alcuino di York, abate di San Martino a Tours, indirizzò all'arcivescovo Arno di Salisburgo, chiedendogli di porgere i propri saluti al vescovo di Sabiona.